# 31677 Audreyglende
31677 Audreyglende è un asteroide della fascia principale. Scoperto nel 1999, presenta un'orbita caratterizzata da un semiasse maggiore pari a 2,3472606 UA e da un'eccentricità di 0,0783725, inclinata di 6,14659° rispetto all'eclittica.